# Robert Busenitz
Hermann Friedrich Robert Busenitz (* 23. Juni 1860 in Dollstädt (Kreis Preußisch Eylau); † 10. Mai 1917 in Aachen) war ein deutscher Verwaltungsjurist.

## Leben
Busenitz wurde als Sohn des Rittergutsbesitzers Johannes Busenitz geboren. Er studierte an der Ruprecht-Karls-Universität Heidelberg Rechtswissenschaft. 1879/80 war er im Corps Saxo-Borussia Heidelberg aktiv. Nach den Examen trat er in Preußens innere Verwaltung. Er war Regierungsreferendar in Frankfurt (Oder) (1885) und Regierungsassessor in Posen (1888). Von der Regierung in Gumbinnen kam er im Dezember 1891 kommissarisch auf den Landratsposten im Kreis Darkehmen. Im Oktober 1892 endgültig zum Landrat ernannt, bekleidete er das Amt bis 1897. Am 25. September 1897 wurde er als Regierungsrat zum Oberpräsidium der Provinz Westpreußen in Danzig versetzt. Er kam 1903 als Oberregierungsrat nach Königsberg i. Pr., 1905 nach Gumbinnen und 1906 nach Aachen. Dort starb er mit 56 Jahren.